# Premi Kōdansha al millor manga
El premi Kōdansha al millor manga (講談社漫画賞, Kōdansha Manga Shō) és un premi manga atorgat anualment per l'editorial japonesa Kōdansha.
La primera edició va ser l'any 1977, tot i que des de 1960 s'havia concedit amb altres noms. Ha arribat a estar dividit en quatre categories: jido (manga dirigit a un públic infantil, categoria afegida l'any 2003), shonen, shojo i ippan (general/adult). El primer premi per a la categoria general va atorgar-se el 1982, i el primer premi per a la categoria destinada a obres per a nens el 2003. La categoria infantil es va fusionar amb shōnen i shōjo en 2015.

## Premiats

### Versió actual: Kōdansha manga shō
| Any  | Jido                                                               | Shonen                                                                             | Shojo                                                                                  | Ippan                                                                            |
| ---- | ------------------------------------------------------------------ | ---------------------------------------------------------------------------------- | -------------------------------------------------------------------------------------- | -------------------------------------------------------------------------------- |
| 1977 | N/D                                                                | Black Jack, Osamu Tezuka Mitsuma ga tōru, Osamu Tezuka (empat)                     | Haikara-san ga Tōru, Waki Yamato Candy Candy, Kyoko Mizuki i Yumiko Igarashi (empat)   | N/D                                                                              |
| 1978 | N/D                                                                | Futtobōru taka, Noboru Kawasaki                                                    | Seito Shokun!, Yōko Shōji                                                              | N/D                                                                              |
| 1979 | N/D                                                                | Tonda kappuru, Kimio Yanagisawa                                                    | The Star of Cottonland, Yumiko Ōshima                                                  | N/D                                                                              |
| 1980 | N/D                                                                | Susa no ō, Gō Nagai                                                                | Lemon Report, Mayumi Yoshida                                                           | N/D                                                                              |
| 1981 | N/D                                                                | 1, 2 no Sanshirō, Makoto Kobayashi                                                 | Ohayō! Spank, Shun'ichi Yukimuro i Shizue Takanashi                                    | N/D                                                                              |
| 1982 | N/D                                                                | Gakuto retsuden, Motoka Murakami                                                   | Yōkihi-den, Suzue Miuchi                                                               | Karyūdo no Seiza, Machiko Satonaka                                               |
| 1983 | N/D                                                                | The Kabocha wain, Mitsuru Miura                                                    | Hi Izuru Tokoro no Tenshi, Ryoko Yamagishi                                             | P.S. Genki Desu, Shunpei, Fumi Saimon                                            |
| 1984 | N/D                                                                | Batsu & Terii, Yasuichi Ōshima                                                     | Lady Love, Hiromu Ono                                                                  | Akira, Katsuhiro Otomo                                                           |
| 1985 | N/D                                                                | Bari Bari Densetsu, Shuichi Shigeno                                                | N/D                                                                                    | Okashina Futari, Jūzō Yamasaki i Kei Sadayasu Mahiro Taiken, Naomi Nishi (empat) |
| 1986 | N/D                                                                | Kōtarō Makaritōru, Tatsuya Hiruta                                                  | Yūkan Club, Yukari Ichijō                                                              | Adolf, Osamu Tezuka What's Michael?, Makoto Kobayashi (empat)                    |
| 1987 | N/D                                                                | Tekken Chinmi, Takeshi Maekawa                                                     | Nana Iro Majikku, Yū Asagiri                                                           | Actor, Kaiji Kawaguchi                                                           |
| 1988 | N/D                                                                | Misutā Ajikko, Daisuke Terasawa                                                    | Junjō Crazy Fruits, Akemi Matsunae                                                     | Bonobono, Mikio Igarashi Be-Bop High School, Kazuhiro Kiuchi                     |
| 1989 | N/D                                                                | Meimon! Daisan Yakyūbu, Toshiyuki Mutsu                                            | Chibi Maruko-chan, Momoko Sakura Shiratori Reiko de Gozaimasu!, Yumiko Suzuki> (empat) | Komikku Shōwa-Shi, Shigeru Mizuki                                                |
| 1990 | N/D                                                                | Shura no Mon, Masatoshi Kawahara                                                   | Pride, Naka Marimura                                                                   | The Silent Service, Kaiji Kawaguchi Gorillaman, Harold Sakuishi (empat)          |
| 1991 | N/D                                                                | Hajime no Ippo, George Morikawa                                                    | Eien no Nohara, Mieko Ōsaka                                                            | Kachō Kōsaku Shima, Kenshi Hirokane Waru, Jun Fukami (empat)                     |
| 1992 | N/D                                                                | Kaze hikaru, Sanbachi Kawa i Tarō Nami                                             | Uchi no Mama ga iu Koto ni wa, Mariko Iwadate                                          | Naniwa Kin'yūdō, Yūji Aoki                                                       |
| 1993 | N/D                                                                | 3×3 Eyes, Yuzo Takada                                                              | Sailor Moon, Naoko Takeuchi                                                            | Parasyte, Hitoshi Iwaaki                                                         |
| 1994 | N/D                                                                | Shūto!, Tsukasa Ōshima                                                             | Kimi no Te ga Sasayaite iru, Junko Karube                                              | Tetsujin Ganma, Yasuhito Yamamoto                                                |
| 1995 | N/D                                                                | Kindaichi Shōnen no Jikenbo, Yōsaburō Kanari i Fumiya Sato                         | Sekai de Ichiban Yasashii Ongaku, Mari Ozawa                                           | Hanada Shonen-shi, Makoto Isshiki                                                |
| 1996 | N/D                                                                | Shōta no Sushi, Daisuke Terasawa                                                   | Tennen Kokekkō, Fusako Kuramochi                                                       | Ping-Pong Club, Minoru Furuya                                                    |
| 1997 | N/D                                                                | Ryūrōden, Yoshito Yamahara                                                         | Eight Clouds Rising, Natsumi Itsuki                                                    | Dragon Head, Minetaro Mochizuki                                                  |
| 1998 | N/D                                                                | GTO, Tooru Fujisawa                                                                | Kodocha, Miho Obana                                                                    | Tobaku Mokushiroku Kaiji, Nobuyuki Fukumoto Sōten Kōro, King Gonta               |
| 1999 | N/D                                                                | Chameleon, Atsushi Kase                                                            | Peach Girl, Miwa Ueda                                                                  | Wangan Midnight, Michiharu Kusunoki                                              |
| 2000 | N/D                                                                | Shōbushi densetsu Tetsuya, Fūmei Sai i Yasushi Hoshino                             | Guru Guru Pon-chan, Satomi Ikezawa                                                     | Vagabond, Eiji Yoshikawa i Takehiko Inoue                                        |
| 2001 | N/D                                                                | Love Hina, Ken Akamatsu                                                            | Fruits Basket, Natsuki Takaya                                                          | 20th Century Boys, Naoki Urasawa                                                 |
| 2002 | N/D                                                                | Kai! Kuromati kōkō, Eiji Nonaka Beck, Harold Sakuishi (empat)                      | Antique Bakery, Fumi Yoshinaga                                                         | Zipang, Kaiji Kawaguchi                                                          |
| 2003 | Mirmo!, Hiromu Shinozuka                                           | Kunimitsu no Matsuri, Yūma Andō i Masashi Asaki                                    | Honey and Clover, Chika Umino Tramps Like Us, Yayoi Ogawa (empat)                      | The Life of the Genius Professor Yanagizawa, Kazumi Yamashita                    |
| 2004 | Kunimitsu no matsuri, Kazuhiko                                     | Sha na kimi - Gikei -, Hirofumi Sawada                                             | Nodame Cantabile, Tomoko Ninomiya                                                      | Basilisk: The Kouga Ninja Scrolls, Fūtarō Yamada i Masaki Segawa                 |
| 2005 | Sugar Sugar Rune, Moyoco Anno                                      | Capeta, Masahito Soda                                                              | Oi Pītan!!, Risa Itō A Perfect Day for Love Letters, George Asakura (empat)            | Dragon Zakura, Mita Norifusa                                                     |
| 2006 | Kitchen Princess, Miyuki Kobayashi i Natsumi Andō                  | Air Gear, Oh! Great                                                                | Life, Keiko Suenobu                                                                    | Mushishi, Yuki Urushibara                                                        |
| 2007 | Tenshi no Frypan, Etsushi Ogawa                                    | Sayonara Zetsubō Sensei, Kōji Kumeta Dear Boys: Act 2, Hiroki Yagami (empat)       | I.S., Chiyo Rokuhana                                                                   | Ōkiku Furikabutte, Asa Higuchi                                                   |
| 2008 | Shugo Chara!, Peach-Pit                                            | Saikyō! Toritsu Aoizaka Kōkō Yakyūbu, Motoyuki Tanaka                              | Kimi ni Todoke, Karuho Shiina                                                          | Moyashimon, Masayuki Ishikawa                                                    |
| 2009 | Meitantei Yumemizu Kiyoshirō Jiken Note, Kaoru Hayamine i Kei Enue | Q.E.D., Motohiro Katou Fairy Tail, Hiro Mashima                                    | Kiyoku Yawaku, Ryo Ikuemi                                                              | Ah! My Goddess, Kosuke Fujishima                                                 |
| 2010 | Inazuma Eleven, Ten'ya Yabuno                                      | Ace of Diamond, Yūji Terajima                                                      | Kuragehime, Akiko Higashimura                                                          | Giant Killing, Masaya Tsunamoto                                                  |
| 2011 | Honto Ni Atta! Reibai Sensei, Hidekichi Matsumoto                  | Attack on Titan, Hajime Isayama                                                    | Chihayafuru, Yuki Suetsugu                                                             | March Comes in Like a Lion, Chika Umino Uchū Kyōdai, Chūya Koyama (tie)          |
| 2012 | Watashi ni xx Shinasai!, Ema Toyama                                | Mashiro no Oto, Marimo Ragawa                                                      | Shitsuren Chocolatier, Setona Mizushiro                                                | Vinland Saga, Makoto Yukimura                                                    |
| 2013 | Animal Land, Makoto Raiku                                          | Shigatsu wa Kimi no Uso, Naoshi Arakawa                                            | Ore Monogatari!!, Kazune Kawahara and Aruko                                            | Gurazeni, Yūji Moritaka and Keiji Adachi Prison School, Akira Hiramoto (tie)     |
| 2014 | Yo-Kai Watch, Noriyuki Konishi                                     | Baby Steps, Hikaru Katsuki                                                         | Taiyō no Ie, Ta'amo                                                                    | Showa Genroku Rakugo Shinchū, Haruko Kumota                                      |
| 2015 | N/D                                                                | Nanatsu no Taizai, Nakaba Suzuki Yowamushi Pedal, Wataru Watanabe (empat)          | Nigeru wa Haji da ga Yaku ni Tatsu, Tsunami Umino                                      | Knights of Sidonia, Tsutomu Nihei                                                |
| 2016 | N/D                                                                | Days, Tsuyoshi Yasuda                                                              | Kiss Him, Not Me, Junko                                                                | Kōnodori, Yū Suzunoki                                                            |
| 2017 | N/D                                                                | Altair: A Record of Battles, Kotono Katō                                           | P and JK, Maki Miyoshi                                                                 | The Fable, Katsuhisa Minami                                                      |
| 2018 | N/D                                                                | Beastars, Paru Itagaki                                                             | Tōmei na Yurikago, Bakka Okita                                                         | Sanju Mariko, Yuki Ozawa Fragile, Saburō Megumi and Bin Kusamizu (empat)         |
| 2019 | N/D                                                                | The Quintessential Quintuplets, Negi Haruba To Your Eternity, Yoshitoki Ōima (tie) | Perfect World, Rie Aruga                                                               | What Did You Eat Yesterday?, Fumi Yoshinaga                                      |
| 2020 | N/D                                                                | Tokyo Revengers, Ken Wakui                                                         | Our Precious Conversations, Robico                                                     | Blue Period, Tsubasa Yamaguchi                                                   |
| 2021 | N/D                                                                | Blue Lock, Muneyuki Kaneshiro i Yūsuke Nomura                                      | A Condition Called Love, Megumi Morino                                                 | Yuria-sensei no Akai Ito, Kiwa Irie                                              |
| 2022 | N/D                                                                | Tensei Shitara Slime Datta Ken, Fuse and Taiki Kawakami                            | Nina the Starry Bride, Rikachi                                                         | Police in a Pod, Miko Yasu                                                       |
| 2023 | N/D                                                                | Shangri-La Frontier, Katarina and Ryosuke Fuji                                     | My Girlfriend's Child, Mamoru Aoi                                                      | Skip and Loafer, Misaki Takamatsu                                                |